# Прокопенко Ірина Миколаївна
Прокопенко Ірина Миколаївна — українська письменниця.
Народилася 8 вересня 1926 року в місті Спас-Клепики Рязанської області. Закінчила Московську Вищу школу полярних працівників. Разом з чоловіком, офіцером, пізніше поетом і перекладачем Г. Прокопенком, жила на Чукотці та Курилах, Камчатці, в м. Севастополі та м. Поті в Грузії.
З 1960 року мешкала у Дніпропетровську. Працювала в середній школі, дитячій бібліотеці, директором Дніпропетровського клубу письменників, кореспондентом на телебаченні. 26 років керувала секцією літератури для дітей та юнацтва при Дніпропетровській письменницькій організації СПУ.
Нагороджена Почесною відзнакою Міністра культури і мистецтв України «За досягнення і розвиток культури і мистецтв» (2003). Лауреат обласної премії ім. В. Підмогильного (2004). Член Національної Спілки письменників України.
Писала українською та російською мовами. Упорядник книги «Украинскому Кедрину — быть», співупорядник книги «Сяєво Жар-Птиці. Антологія літератури для дітей та юнацтва Придніпров'я». Співавтор збірника «Книжкова веселка: Дитячі письменники рідного краю» (2009, Дніпропетровськ), книги «Сяєво жар-птиці: Антологія літератури для дітей та юнацтва Придніпров'я (1883—2008)» (2009, Дніпропетровськ). Співавтор аудіокниги «Письменники Дніпропетровщини — шкільним бібліотекам» (2012, Дніпропетровськ). Автор дитячих книжок «Хто розбудив ліс» (1970, Київ), «Що шепотіли берізки» (1973, Київ), «Сонце, сонечко та соняшник» (1977, Київ), «Фарби старого художника» (1982, Київ), «Точка на карте» (1983, Дніпропетровськ), «Як Василько порозумнішав» (1984, Київ), «Як жолудь дубом став» (1987, Київ), «Іжачок-простачок» (1988, Дніпропетровськ), «Длинная песня полозьев» (1990, Дніпропетровськ), «Пригоди на землі та під водою» (1990, Київ), «Лягушенок Леша» (1998, Дніпропетровськ), «Конвалія» (1999, Дніпропетровськ), «Колискова для Лилика», книг прози «Трактористки» (1988, Дніпропетровськ), «Исповедь» (2003, Дніпропетровськ.
Діти вивезли її до Росії, де 2013 року письменниця померла.